# Gaillardia

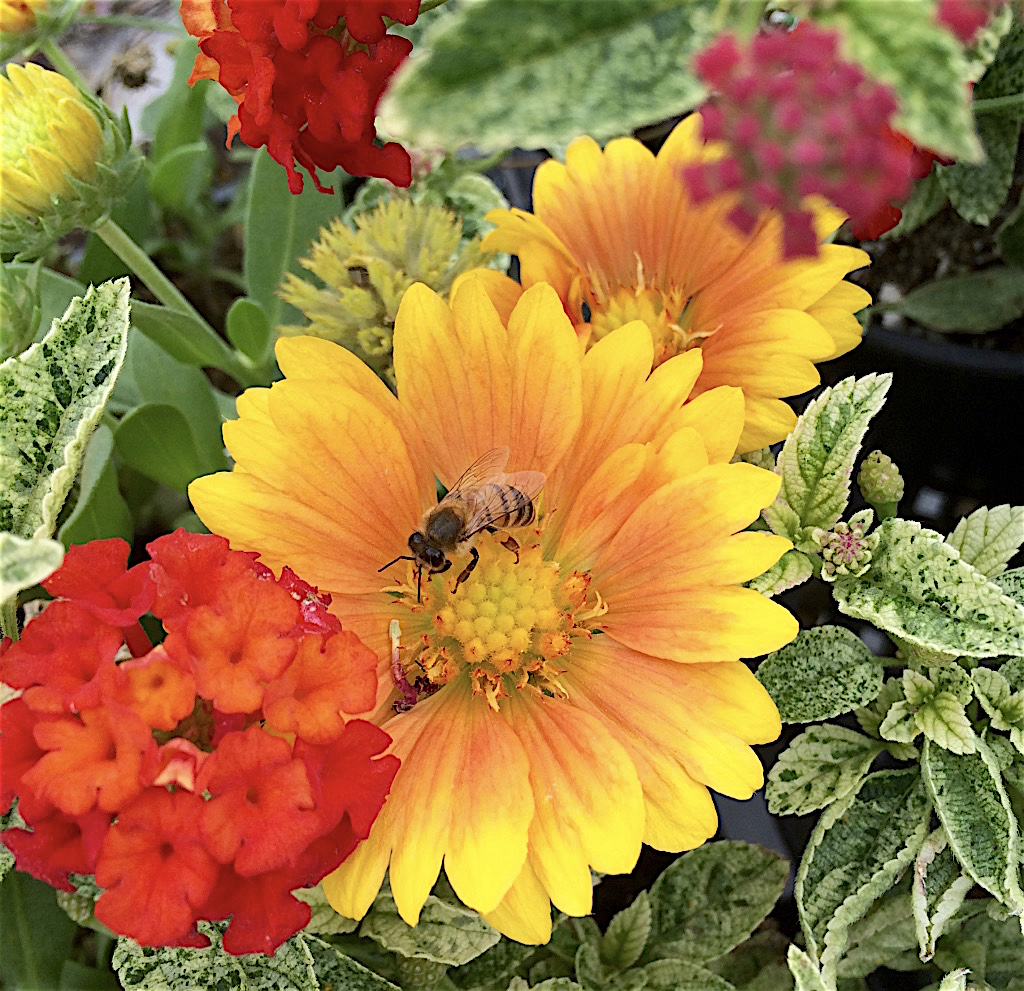

Gaillardia é um género botânico pertencente à família Asteraceae.

## Espécies
O género Gaillardia inclui as seguintes espécies:
- Gaillardia aestivalis (Walter) H.Rock – lanceleaf blanketflower southeastern USA
- Gaillardia amblyodon J.Gay – maroon blanketflower - Texas
- Gaillardia aristata Pursh – common gaillardia  - Canada, northern + western USA
- Gaillardia arizonica A.Gray – Arizona blanketflower - Sonora, southwestern USA
- Gaillardia cabrerae  (Lihue Calel, Argentina)
- Gaillardia coahuilensis B.L.Turner – bandanna daisy - Coahuila, Texas
- Gaillardia comosa A.Gray - northern Mexico
- Gaillardia doniana (Hook. & Arn.) Griseb. - Argentina
- Gaillardia gypsophila B.L.Turner - Coahuila
- Gaillardia henricksonii B.L.Turner - Coahuila
- Gaillardia megapotamica (Spreng.) Baker - Argentina[3] – boton de oro 
  - Gaillardia megapotamica var. radiata  (San Luis, Argentina)
  - Gaillardia megapotamica var. scabiosoides
- Gaillardia mexicana A.Gray - northeastern Mexico
- Gaillardia multiceps Greene – onion blanketflower - Arizona, Texas, New Mexico
- Gaillardia parryi Greene – Parry's blanketflower - Utah, Arizona
- Gaillardia pinnatifida Torr. – red dome blanketflower - northern Mexico, western USA
- Gaillardia powellii B.L.Turner - Coahuila
- Gaillardia pulchella Foug. – firewheel - southern + central USA, central Canada, northern Mexico
- Gaillardia serotina (Walter) H. Rock - southeastern USA
- Gaillardia spathulata A.Gray – western blanketflower - Utah, Colorado
- Gaillardia suavis (A.Gray & Engelm.) Britton & Rusby – perfumeballs - northeastern Mexico, south-central USA
- Gaillardia tontalensis  (San Juan Province, Argentina)
- Gaillardia turneri Averett & A.M.Powell - Chihuahua

### Híbridos
- Gaillardia × grandiflora hort. ex Van Houtte [G. aristata ×  G. pulchella][3]

### Anteriormente no género
- Helenium amarum (Raf.) H.Rock var. amarum (as G. amara Raf.)
- Tetraneuris acaulis (Pursh) Greene var. acaulis (as G. acaulis Pursh)[3]